# France Kotnik
France Kotnik, slovenski etnolog, literarni zgodovinar in publicist, * 20. november 1882, Dobrije, † 6. februar 1955, Ljubljana.

## Življenjepis
France Kotnik se je rodil v kmečki družini očetu Dominiku in materi Heleni (rojena Skidek). Brat mue je bil Janko Kotnik. Od leta 1894 do 1902 je obiskoval gimnazijo v Celovcu, eno leto služi v avstrijski armadi, ter nato odšel v Gradec kjer je od leta 1903 do 1907 študiral slavistiko. Po zaključku študija je od 1908 do 1919 služboval kot profesor na gimnaziji v Celovcu, od 1919 do 1920 kot vodja gimnazije in učiteljišča v ustanavljanju v Velikovcu, nato na realni gimnaziji na Ptuju, od 1927 šolski inšpektor v Mariboru in od 1929 kot inškektor pri banski šolski upravi v Ljubljani.
Književno delo je Kotnik pričel že kot gimnazijec leta 1900 z leposlovnimi in narodopisnimi članki v celovškem listu Mir; na univerzi pa se je začel znanstveno ukvarjati s kulturo koroških Slovencev, pred vsem z narodopisjem, pa tudi s kulturno in književno zgodovino, najtemeljiteje z življenjem in delom koroško-slovenskega ljudskega pesnika in pisatelja A. Šusterja-Drabosnjaka in s pasijonskimi in podobnimi igrami na slovenskem Koroškem. Namen mu je bil, da bi razložil hkrati s kulturnimi in književnimi posebnostmi koroških Slovencev tudi njih zvezo z ostalimi Slovenci glede značaja in razvoja. Kesneje je obrnil svojo pozornost tudi na štajerske Slovence. Trudil se je tudi za organizacijo kulturnega in izobraževalnega dela na Koroškem.

## Drugo delo
Kotnik je priredil prvo strokovno izdajo ljudske proze, prvi je tudi začel sistematično raziskovati slovensko ljudsko zdravilstvo. Pripravil je sintetičen pregled o koroških in štajerskih ljudskih pesnikih in pevcih, o rokopisnih pesmaricah od 18. stoletja dalje, o prevajalcih in prepisovalcih nemških ljudskih knjig iz 18. in 19. stoletja; prvi slovenski pregled verskih ljudskih iger in uprizoritev od 16. stoletja dalje. Napisal je zgodovino etnološkega dela na Slovenskem. K popularizaciji etnologije pa je veliko prispeval tudi z objavamiv poljudnih časopisih.

## Važnejši spisi
Narodopisni
Donesek k zgodovini praznoverja na Koroškem (1906); O slovenski kmetski hiši (1906); Koroške narodopisne črtice (1908); Narodno blago s koroško-štajerske meje (1910);  Nov'ne žgati, nov'ne kopati, narodopisna črtica (1911); Slovenska legenda o sv. Ožbaltu (1924); Narodna noša v Mežiški dolini (1926); Narodna noša v Konjicah in Slovenski Bistrici (1926); O narodni noši v Savinjski dolini (1926); Narodna noša v laškem okraju (1927); Narodne noše ptujske okolice (1927); O narodni noši v ptujski okolici (1927); O naših narodnih nošah-Rogaški okraj in Posavje (1927); Božični običaji v ptujski okolici (1928); Pogodba za dobavo lesa, sklenjena med mozirskim tržanom in Zagrebčanom 1796 (obravnava tudi splavljanje lesa po Savinji in Savi do Beograda in dalje) (Etnolog IV, 122–4); O svetem Štefanu zaščitniku konj (1928); Martinov násad (1929); Storije I, Koroške nar. pripovedke in pravljice (Mohorjeva knjižnica 3 (1924).
Književna in kulturna zgodovina
Beiträge zur Volksliteratur Kärntens (o Drabosnjaku, Klagenfurt, 1910); Nekaj opomb o koroškem nar. pesniku in pisatelju A. Schusterju-Drabosnjaku (Čas, 1911); Ljudski poetje (Čas, 1911); Nekaj črtic o pasijonskih igrah na Koroškem (1912); Predstava Drabosnjakove pasijonske igre leta 1911;  Andr. Schuster-Drabosnjak (1913); Predigra kostanjske pasijonske igre (1922); Drabosnjakov Ahasver (1922); Drabosnjakove »Bukelce od Matjaža« (1923); O uprizoritvi Drabosnjakove božične igre pred 20 leti (Naš dom 1926); Izviren Drabosnjakov rokopis (1931); Pasijonska igra iz Železne Kaple (1924); Nova brambovska pesem iz leta 1809 (1906); Pesme za deželski bran (1911); O Grund(t)nerju(1913); Pismo V. Oblaka Gr. Einspielerju (1914); Sprotuletna Vijolic- marib. dijaški list iz leta 1846 (1919); Slomškov življenjepis p. Ožb. Rauscha D. J.(1922); Prispevki k slov. bibliografiji (1923); Dvoje fevdnih priseg (1913) Mozirska tržanska prisega iz leta 1740 (1926); Slov. prisega iz Hrastovca (1928); Letak graške Slovenije iz leta 1849 (1914); Župnijska kronika v Logi vasi, (1911); Črtice iz zgodovine kor. šolstva  (1911); Celovška čitalnica (1913); Klagenfurt in den sechziger Jahren (1919); Ptuj v srednjem veku, Ptuj v novem veku (1926).
Biografije
Josip Apih (1911); Jakob Sket (1912); Andrej Einspieler (1914); Slikar Mark Jež Pernhart (1923).